# The Legend of Zelda: Oracle of Seasons
The Legend of Zelda: Oracle of Seasons (ゼルダの伝説 ふしぎの木の実 大地の章?, Zeruda no Densetsu: Fushigi no Ki no Mi Daichi no Shō) è un videogioco per la console Nintendo Game Boy Color del 2001, ideato dal binomio Nintendo - Capcom, che segnò l'era degli Zelda, sviluppato da Flagship (una filiale della Capcom) e pubblicato da Nintendo. Se giocato utilizzando un Game Boy Advance mostra caratteristiche addizionali. Il gioco è uscito in contemporanea con The Legend of Zelda: Oracle of Ages; la grafica è molto simile a quest'ultimo, ma presenta alcune differenze.

## Trama
Dopo essere tornato a Hyrule dopo gli eventi di Link's Awakening, Link riceve dalla Triforza una missione e finisce nel mondo di Holodrum, dove deve salvare una ballerina di nome Din, l'Oracolo delle Stagioni, rapita dal Generale Onox, che ha così mandato fuori controllo le stagioni che caratterizzano la terra di Holodrum, e recuperare le otto essenze della natura. Lo strumento che caratterizza questo episodio della saga è lo Scettro delle Stagioni, che permette di mutarle a suo piacimento: ad esempio, se uno specchio d'acqua vi blocca, si passa all'Inverno, ghiacciando l'acqua e superando con agilità un ostacolo prima insormontabile. I suoi poteri si sbloccano durante l'avventura, affrontando i vari dungeon. Inoltre, Link è accompagnato da uno di questi tre compagni, a scelta del giocatore: Dimitri, un dinosauro acquatico, Moosh, un orso volante, e Ricky, un canguro.

### SerieOracle
Si può giocare anche ad entrambi gli Oracle, trasferendo il personaggio tramite un Cavo Link, oppure tramite un sistema di password. Completando entrambi i giochi, si può partecipare al vero combattimento finale che vede Duerova evocare il vero boss finale delle due avventure, ovvero Ganon.  Le streghe Duerova complottano infatti di far resuscitare Ganon, ucciso in A Link to the Past, accendendo tre fiamme (la Fiamma del Dolore, la Fiamma della Distruzione e la Fiamma della Disperazione), e seguirle con un sacrificio umano. Pur uccidendo Onox, Link non riesce a impedire che le sue azioni accendano la prima fiamma, la Fiamma della Distruzione, e pur sconfiggendo Veran in  Oracle of Ages, è troppo tardi per impedire l'accensione della Fiamma del Dolore. Zelda viene poi rapita, accendendo così la Fiamma della Disperazione, ma Link interrompe il rituale prima della sua conclusione e Ganon rinasce in forma bestiale per poi essere nuovamente sconfitto.

## Sviluppo
Inizialmente era prevista un terzo capitolo che sarebbe stata chiamata The Legend of Zelda: The Mysterious Acorn. I tre episodi sarebbero stati legati ai pezzi della Triforza: Il Capitolo della Forza, legato al cambio delle stagioni, il Capitolo della Saggezza, con un sistema di manipolazione del tempo, ed infine il Capitolo del Coraggio, i cui enigmi sarebbero stati basati sui colori. Le difficoltà legate all'intreccio delle tre trame, unite al tempo eccessivo di sviluppo, hanno però portato Flagship a sviluppare solo i due Oracle.